# Antonio Savoldi-Marco Cò - Trofeo Dimmidisì 2004
L'Antonio Savoldi-Marco Cò - Trofeo Dimmidisì 2004 è stato un torneo di tennis facente parte della categoria ATP Challenger Series nell'ambito dell'ATP Challenger Series 2004. Il torneo si è giocato a Manerbio in Italia dal 23 al 29 agosto 2004 su campi in terra rossa.

## Vincitori

### Singolare
Nicolás Almagro ha battuto in finale  Francesco Aldi con il punteggio di 7–6(5), 6–4

### Doppio
Petr Luxa /  Martin Štěpánek hanno battuto in finale  Johan Landsberg /  Rogier Wassen con il punteggio di 6–4, 6–2